# Hieracium calophyllomorphum
Hieracium calophyllomorphum es una especie de planta con flor del género Hieracium, de la familia Asteraceae, orden Asterales.

## Distribución
Hieracium calophyllomorphum se distribuye por la República de Macedonia del Norte.

## Taxonomía
Fue descrita científicamente por O. Behr, E. Behr & Zahn. Fue publicada en Glasn. Skopsk. Naučn. Društva 20: 29 (1939).